# Alaska Airlines
Alaska Airlines uit Seattle, Washington, Verenigde Staten. Het maakt onderdeel uit van de beursgenoteerde Alaska Airlines Group. De Group vervoerde 49 miljoen passagiers in 2024 en was daarmee de vijfde grootste luchtvaartmaatschappij in de Verenigde staten. 

## Activiteiten
De maatschappij werd opgericht in 1932 als McGee Airways. De naamswijziging van 6 juni 1944 resulteerde in de huidige naam Alaska Airlines. De maatschappij is op 31 maart 2021 toegetreden als het 14e lid van de Oneworld alliantie.
Alaska Airlines begon ooit met vliegen in Alaska, maar vliegt inmiddels door het hele land en naar Canada, Mexico en Costa Rica. De belangrijkste luchthavens zijn Seattle-Tacoma International Airport, Los Angeles International Airport, Portland International Airport, en Ted Stevens Anchorage International Airport. 
Alaska Air Group werd in 1985 opgericht en is de moedermaatschappij van Alaska Airlines, Hawaiian Airlines en Horizon Air. Horizon Air werd in 1981 opgericht en in 1986 overgenomen. De Group had per jaareinde 2024 bijna 34.000 medewerkers in dienst, waarvan 20.300 bij Alaska, 7400 bij Hawaiian, 3400 bij Horizon en 2900 bij McGee Air Services.

### Overname Virgin America
Moedermaatschappij Alaska Air Group kondigde op 4 april 2016 de aankoop van Virgin America. Deze luchtvaartmaatschappij was nog deels in handen van Richard Branson en vloog tussen verschillende Amerikaanse steden en naar een paar Mexicaanse vakantiebestemmingen. De thuisbasis van de maatschappij was San Francisco. Alaska Airlines betaalde meer dan US$2 miljard voor alle aandelen van Virgin America. De twee bieden dagelijks zo'n 1200 vluchten aan en vervoeren ongeveer 39 miljoen passagiers per jaar. Virgin America had een vloot van ruim vijftig Airbus toestellen. Na de aankoop wordt Alaska Airlines de belangrijkste vliegmaatschappij aan de Amerikaanse westkust en de op vier na grootste van het land. Op 25 april 2018 was de overname afgerond.

### Overname Hawaiian Airlines
In december 2023 maakte de luchtvaartmaatschappij een bod bekend op Hawaiian Airlines. Alaska heeft US$ 1,9 miljard over voor Hawaiian Airlines, dat is US$ 18 dollar per aandeel en US$ 900 miljoen aan schulden. De resultaten van Hawaiian staan onder druk mede door de de toegenomen concurrentie van Southwest Airlines die actiever is geworden op Hawaï. Hawaiian heeft sinds het begin van het 2020 slechts in een kwartaal winst getoond. Toezichthouders hebben geen bezwaar aangetekend binnen de vastgestelde termijn en in september 2024 werd de overname afgerond.

### Resultaten
De groep heeft de activiteiten verdeeld over Mainline, uitgevoerd door Alaska Airlines en Hawaiian Airlines, en Regional uitgevoerd door Horizon Air en regionale partners. Per jaareinde 2024 bestond de vloot uit 392 toestellen, waarvan 237 bij Alaska Airlines, 69 bij Hawaiian Airlines en de overige 86 bij de regionale maatschappijen. Alaska Airlines vliegt uitsluiten met Boeing 737 toestellen en de Embraer 175 is in gebruik bij Horizon Air. Hawaiian Airlines maakt gebruik van Boeing en Airbus toestellen.
Medio december 2016 werd de overname van Virgin America afgerond. Dit verklaart de sprong in het aantal vliegtuigen per 31 december 2016 ten opzichte van een jaar eerder. De bijdrage aan de resultaten was maar twee weken in 2016, maar in 2017 droeg Virgin America voor het het gehele jaar bij hetgeen de sterke stijging van het aantal vervoerde passagiers en omzet verklaard. De activiteiten van Virgin America zijn opgegaan in Alaska Airlines. In 2019 vervoerde Alaska Airlines zo’n 35,5 miljoen passagiers en de regionale maatschappijen 11,2 miljoen reizigers.
Alaska Air Group heeft sinds 2010 altijd winst gemaakt. In 2020 kwam hier een einde aan door de coronapandemie. Dit leidde tot forse reisrestricties en de passagiersaantallen zijn in 2020 meer dan gehalveerd ten opzichte van 2019. De omzet kelderde en een fors nettoverlies was het gevolg.
| Jaar | Omzet       | Bedrijfs- resultaat | Netto- resultaat | Passagiers  | Vloot (Alaska Airlines) | Vloot (Horizon Air) | Vloot (Hawaiian Air) |
| Jaar | (× miljoen) | (× miljoen)         | (× miljoen)      | (× miljoen) | Vloot (Alaska Airlines) | Vloot (Horizon Air) | Vloot (Hawaiian Air) |
| ---- | ----------- | ------------------- | ---------------- | ----------- | ----------------------- | ------------------- | -------------------- |
| 2010 | $ 3832      | $ 471               | $ 406            | 23,3        | 114                     | 54                  |                      |
| 2011 | $ 4318      | $ 449               | $ 245            | 24,8        | 117                     | 48                  |                      |
| 2012 | $ 4657      | $ 532               | $ 316            | 25,9        | 124                     | 48                  |                      |
| 2013 | $ 5156      | $ 838               | $ 508            | 27,4        | 131                     | 50                  |                      |
| 2014 | $ 5368      | $ 962               | $ 605            | 29,3        | 137                     | 51                  |                      |
| 2015 | $ 5598      | $ 1298              | $ 848            | 31,9        | 147                     | 52                  |                      |
| 2016 | $ 5931      | $ 1349              | $ 814            | 34,3        | 218                     | 52                  |                      |
| 2017 | $ 7933      | $ 1260              | $ 1034           | 44,0        | 221                     | 50                  |                      |
| 2018 | $ 8264      | $ 643               | $ 437            | 45,8        | 233                     | 65                  |                      |
| 2019 | $ 8781      | $ 1063              | $ 769            | 46,7        | 237                     | 63                  |                      |
| 2020 | $ 3566      | $ –1753             | $ –1307          | 18,0        | 197                     | 62                  |                      |
| 2021 | $ 6167      | $ 685               | $ 478            | 32,4        | 217                     | 62                  |                      |
| 2022 | $ 9646      | $ 70                | $ 58             | 41,5        | 225                     | 86                  |                      |
| 2023 | $ 10.426    | $ 394               | $ 235            | 44,6        | 231                     | 83                  |                      |
| 2024 | $ 11.735    | $ 570               | $ 395            | 49,2        | 237                     | 86                  | 69                   |

## Vloot
De vloot van Alaska Airlines bestaat uit de volgende toestellen (april 2025):
| Type              | In dienst | Orders | Opmerkingen                                     |
| ----------------- | --------- | ------ | ----------------------------------------------- |
| Boeing 737-700    | 11        | —      |                                                 |
| Boeing 737-800    | 59        | —      |                                                 |
| Boeing 737-900    | 4         | —      | Worden uitgefaseerd in 2025                     |
| Boeing 737-900ER  | 79        | —      |                                                 |
| Boeing 737 MAX 8  | 5         | 15     |                                                 |
| Boeing 737 MAX 9  | 76        | 4      |                                                 |
| Boeing 737 MAX 10 | —         | 51     | Leveringen vanaf 2026                           |
| Embraer 175       | 87        | 6      | Uitgevoerd door Horizon Air en SkyWest Airlines |
| Vrachtvloot       |           |        |                                                 |
| Boeing 737-700F   | 3         | —      |                                                 |
| Boeing 737-800BCF | 2         | —      |                                                 |
| Totaal            | 326       | 76     |                                                 |

## Trivia
- Op 10 augustus 2018 werd een Bombardier Dash-8 (Q400) van dochterbedrijf Horizon Air gestolen.[8] Het tweemotorig toestel met een capaciteit voor 75 passagiers vloog weg door een medewerker van het grondpersoneel. Er waren geen passagiers aan boord. Na een korte vlucht van de luchthaven van Seattle stortte het vliegtuig neer op een eiland in een baai.

- Op 4 januari 2024 verloor vlucht 1282, een Boeing 737-9 Max kort na vertrek een deel van de romp waarbij de druk in de cabine wegviel. Het vliegtuig was onderweg van Portland in Oregon naar Ontario in Californië. Het bleek later een paneel te zijn op de plek van een niet gebruikte nooddeur. Deze werd teruggevonden in de achtertuin van een docent in Portland.